# Diglossa humeralis
A Diglossa humeralis a madarak osztályának verébalakúak (Passeriformes) rendjébe és a tangarafélék (Thraupidae) családjába tartozó faj.

## Rendszerezése
A fajt Louis Fraser brit zoológus írta le 1840-ben, az Agrilorhinus nembe Agrilorhinus humeralis néven.

## Alfajai
- Diglossa humeralis aterrima Lafresnaye, 1846
- Diglossa humeralis humeralis (Fraser, 1840)
- Diglossa humeralis nocticolor Bangs, 1898[2]

## Előfordulása
Az Andokban, Ecuador, Kolumbia, Peru és Venezuela területén honos. Természetes élőhelyei a szubtrópusi és trópusi hegyi esőerdők és magaslati cserjések, valamint szántóföldek és vidéki kertek. Állandó, nem vonuló faj.

## Megjelenése
Testhossza 13 centiméter.

## Természetvédelmi helyzete
Az elterjedési területe nagyon nagy, egyedszáma pedig stabil. A Természetvédelmi Világszövetség Vörös listáján nem fenyegetett fajként szerepel.